# سمر عطية

سمر عطية (ممثلة) 1929 - 1961

سمر عطية (اسمها: سمر علي عطية) ممثلة مصرية  من مواليد القاهرة في 21 يونيو 1929 حصلت على ترخيص قيادة الطائرات من الولايات المتحدة. عملت بالفن من عام 1957 لفترة قصيرة، حوالي الخمس سنوات، ثم اعتزلت وتزوجت من طيار وتوفت في 17 أبريل 1961 بعد شهرين من اعتزالها وزواجها وتركت رصيد من خمس أفلام فقط.

## قائمة أعمالها
فيلم «تجار الموت» للمخرج كمال الشيخ عام 1957
فيلم «مجرم في إجازة» للمخرج صلاح أبو سيف عام 1958
فيلم «حلاق السيدات» للمخرج فطين عبد الوهاب عام 1960
فيلم «عنتر بن شداد» للمخرج نيازي مصطفى عام 1961
فيلم «المراهق الكبير» للمخرج محمود ذو الفقار عام 1961

## وصلات خارجية
https://elcinema.com/person/1107334 سمر عطية
https://dhliz.com/artist/YabAobnzFSA/ سمر عطية
https://karohat.com/Person/57abbb3d-c0a8-4045-bd24-811e6e25322e سمر عطية